# Vom Himmel hoch, da komm ich her

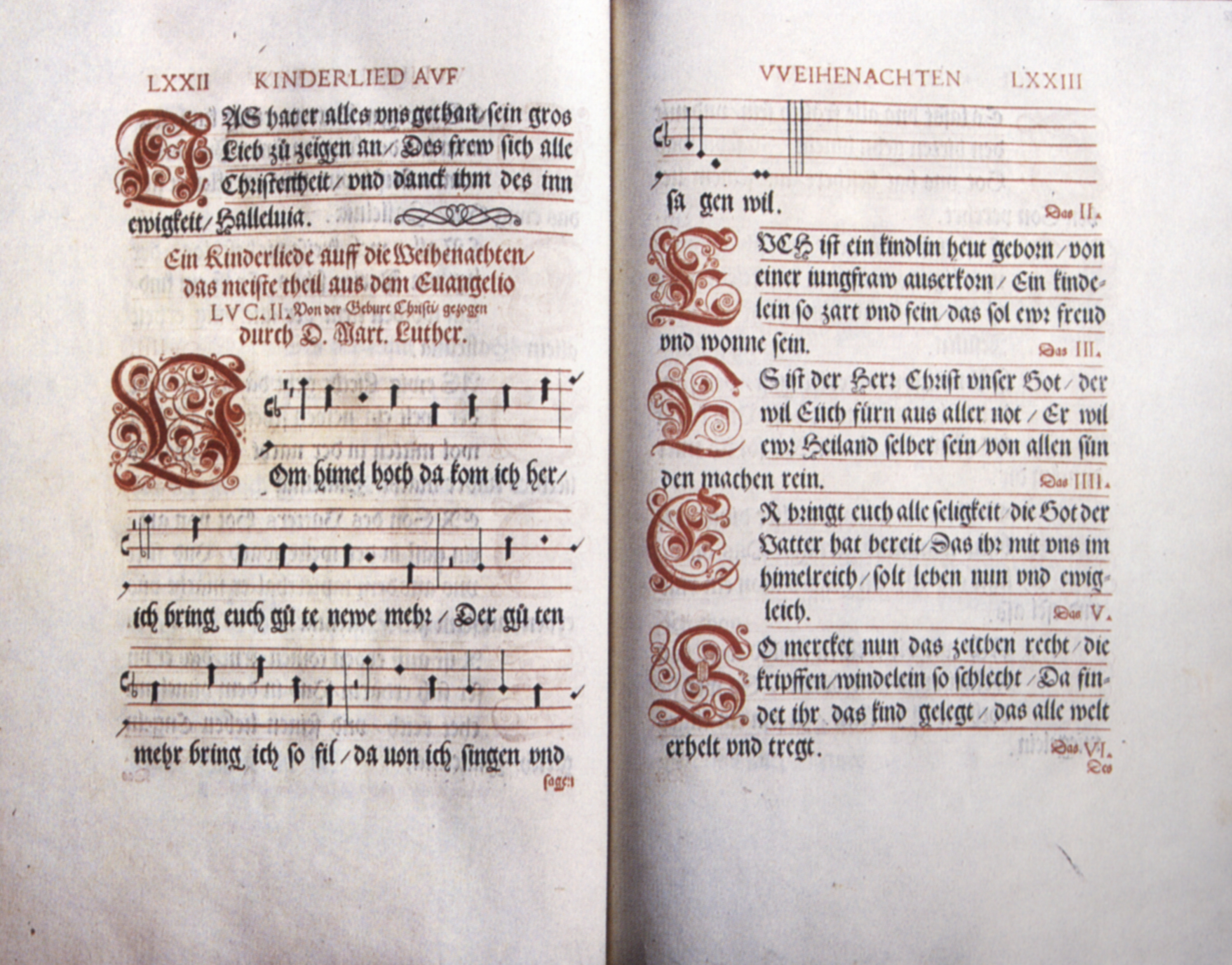
Straßburger Gesangbuch von 1541

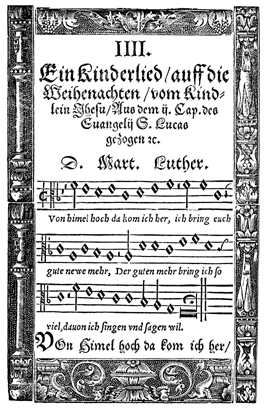
Druck von 1567

Vom Himmel hoch, da komm ich her ist ein deutschsprachiges Weihnachtslied von Martin Luther. Der Text entstand um 1533/34 in Wittenberg und wurde dort 1535 veröffentlicht, die Veröffentlichung der Melodie folgte 1539 in Leipzig. Es ist eine von Luthers bekanntesten Liedschöpfungen.

## Geschichte
Martin Luther schuf zu allen christlichen Festen Lieder, insgesamt über dreißig an der Zahl. Dieses bekannte Weihnachtslied dichtete er der Legende nach 1533 oder 1534 für die Weihnachtsbescherung seiner eigenen Kinder. Ursprünglich unterlegte er den aus 15 Strophen bestehenden Text als geistliche Kontrafaktur dem Spielmannslied Ich kumm auß frembden landen her und bring euch vil der newen mär. In dieser Form erschien das Lied im Wittenberger Klugschen Gesangbuch von 1535. Später komponierte Luther noch selbst die Choralmelodie dazu, die 1539 erstmals gedruckt wurde und auf die das Lied seither gesungen wird. Der Text wurde 1555 noch durch eine weitere, vorangestellte Strophe aus der Feder von Valentin Triller, Pfarrer von Panthenau (heute: Ratajno), ergänzt.
Johann Sebastian Bach verwendete die Melodie für drei Choräle in seinem Weihnachtsoratorium: Ach, mein herzliebes Jesulein, Schaut hin, dort liegt im finstern Stall, Wir singen dir in deinem Heer.
Die Choralmelodie dient auch als Grundlage für Bachs Canonische Veränderungen über Vom Himmel hoch. Dieses 1748 im Druck herausgegebene Orgelwerk ist ein typischer Vertreter von Bachs kontrapunktischem Spätstil.
Auf Luthers Melodie werden auch Paul Gerhardts Text Wir singen dir, Immanuel (im Erstdruck 1653 mit der Melodie Erschienen ist der herrlich Tag bezeichnet) und Christian Fürchtegott Gellerts Text Dies ist der Tag, den Gott gemacht (vor 1755) gesungen.
Das Lied hat eine überaus weitreichende Wirkungsgeschichte vorzuweisen. Eine Vielzahl an Komponisten hat es bearbeitet; es wurde mittlerweile in sehr viele Sprachen übersetzt (siehe unten). Für eine weite Verbreitung als zu singendes Lied sorgte im 19. Jahrhundert u. a. die Aufnahme in das Liederbuch Unsere Lieder für den Hausbedarf des Rauhen Hauses von Johann Heinrich Wichern (Hamburg 1844). Grund der Aufnahme des Liedes, das auch Volkslieder aus Des Knaben Wunderhorn enthielt, war das Wichernsche Anliegen der „Durchdringung des Volksthümlichen und des specifisch Christlichen“, insbesondere auch in der Weihnachtszeit.

## Inhalt
Der Text des Liedes stellt einen Teil der Weihnachtsgeschichte (Lk 2,8–18 ) in der Form eines Krippenspiels mit verteilten Rollen frei dar. Die ersten fünf Strophen richtet der Verkündigungsengel an die Hirten und damit pars pro toto an alle Gläubigen. Die weiteren Strophen bestehen aus der Aufforderung, mit den Hirten zur Krippe zu gehen und dem neugeborenen Heiland in der Tradition des Kindelwiegens zu huldigen.

## Liedtext
Es kam ein Engel hell und klar

von Gott aufs Feld zur Hirtenschar;

der war gar sehr von Herzen froh

und sprach zu ihnen fröhlich so:

 Valentin Triller (1555)
„1. Vom Himmel hoch, da komm ich her.

Ich bring’ euch gute neue Mär,

Der guten Mär bring ich so viel,

Davon ich singn und sagen will.

2. Euch ist ein Kindlein heut’ geborn

Von einer Jungfrau auserkorn,

Ein Kindelein, so zart und fein,

Das soll eu’r Freud und Wonne sein.

3. Es ist der Herr Christ, unser Gott,

Der will euch führn aus aller Not,

Er will eu’r Heiland selber sein,

Von allen Sünden machen rein.

4. Er bringt euch alle Seligkeit,

Die Gott der Vater hat bereit,

Daß ihr mit uns im Himmelreich

Sollt leben nun und ewiglich.

5. So merket nun das Zeichen recht:

Die Krippe, Windelein so schlecht,

Da findet ihr das Kind gelegt,

Das alle Welt erhält und trägt.

6. Des laßt uns alle fröhlich sein

Und mit den Hirten gehn hinein,

Zu sehn, was Gott uns hat beschert,

Mit seinem lieben Sohn verehrt.

7. Merk auf, mein Herz, und sieh dorthin!

Was liegt dort in dem Krippelein?

Wes ist das schöne Kindelein?

Es ist das liebe Jesulein.

8. Sei mir willkommen, edler Gast!

Den Sünder nicht verschmähet hast

Und kommst ins Elend her zu mir,

Wie soll ich immer danken dir?

9. Ach, Herr, du Schöpfer aller Ding,

Wie bist du worden so gering,

Daß du da liegst auf dürrem Gras,

Davon ein Rind und Esel aß!

10. Und wär’ die Welt vielmal so weit,

Von Edelstein und Gold bereit’,

So wär sie doch dir viel zu klein,

Zu sein ein enges Wiegelein.

11. Der Sammet und die Seide dein,

Das ist grob Heu und Windelein,

Darauf du König groß und reich

Herprangst, als wär’s dein Himmelreich.

12. Das hat also gefallen dir,

Die Wahrheit anzuzeigen mir:

Wie aller Welt Macht, Ehr und Gut

Vor dir nichts gilt, nichts hilft noch tut.

13. Ach, mein herzliebes Jesulein,

Mach dir ein rein, sanft Bettelein,

Zu ruhen in meins Herzens Schrein,

Daß ich nimmer vergesse dein.

14. Davon ich allzeit fröhlich sei,

Zu springen, singen immer frei

Das rechte Susaninne schon,

Mit Herzenslust den süßen Ton.

15. Lob, Ehr sei Gott im höchsten Thron,

Der uns schenkt seinen ein’gen Sohn.

Des freuen sich der Engel Schar

Und singen uns solch neues Jahr.“

## Melodievarianten
Die wohl von Luther selbst geschaffene und 1539 veröffentlichte Melodie beginnt in allen vier Zeilen mit einem Achtelauftakt. Dieser wurde im Barock zum Viertelauftakt ausgeglichen; außerdem wurde der fünfte Ton der letzten Zeile (Textwort „und“) um eine große Sekund erhöht und damit der letzten Zeile von Ein feste Burg ist unser Gott angeglichen, erstmals bei Johann Jeep 1629. Diese Melodiegestalt liegt u. a. den Bearbeitungen von Bach und Mendelssohn zugrunde und blieb in der Weihnachtsmusik bis heute vorherrschend. Das Evangelische Kirchengesangbuch von 1950 kehrte jedoch zur Melodiefassung von 1539ⓘ zurück (Nr. 16), ebenso das Gotteslob (1975) (Nr. 138), das Evangelische Gesangbuch von 1993 (Nr. 24), das Evangelisch-Lutherische Kirchengesangbuch² der SELK (Nr. 332) und das Mennonitische Gesangbuch von 2004 (Nr. 269). Dagegen wurde für das Gotteslob von 2013 wieder die Viertelauftakt-Versionⓘ gewählt (Nr. 237).

## Bearbeitungen
- Chorsätze zu Luthers Melodie schufen u. a. Caspar Othmayr (1547),[7] Georg Forster, Johann Walter (1541), Antonio Scandello (1575), Johannes Eccard (1597), Bartholomäus Gesius (1601), Sethus Calvisius (1603), Adam Gumpelzhaimer, Hans Leo Hassler (1608), Michael Praetorius (sechs verschiedene Chorsätze zwischen 1607 und 1610), Johann Hermann Schein (zwei Sätze 1627), Melchior Franck und Crato Bütner.[8]
- Einige canonische Veränderungen über das Weihnachtslied „Vom Himmel hoch, da komm ich her“ BWV 769 von Johann Sebastian Bach (1746/47)[9]
- Choralvorspiele und andere Bearbeitungen für Orgel stammen u. a. von Johann Pachelbel (P 52, um 1693),[10] Georg Böhm (IGB 9)[11] und Immanuel Faißt,[12].
- Vom Himmel hoch, Kantate von Felix Mendelssohn Bartholdy (1831)
- Weihnachtsouverture für Chor und Orchester über den Choral „Vom Himmel hoch“ von Otto Nicolai (1833)
- Vom Himmel hoch (Dies ist der Tag, den Gott gemacht). In: Choral-Improvisationen für Orgel, Op. 65 Nr. 10 von Sigfrid Karg-Elert (1906–08)
- Vom Himmel hoch, da komm ich her. In: Dreißig kleine Choralvorspiele zu den gebräuchlichsten Chorälen, Op. 135a und als Choralkantate WoO V/4 von Max Reger (1914)
- Choralvariationen über das Weihnachtslied „Vom Himmel hoch, da komm ich her“ für Chor und Orchester nach J. S. Bach von Igor Strawinski (1955/56)
- Canonische Meditation über den Lutherischen Choral „Vom Himmel hoch, da komm ich her“ für Chor (SSATBB) von Johannes X. Schachtner (2015)

## Übersetzungen
Ins Dänische übersetzt „Fra Himlen højt kom budskab her med nyt til alle fjern og nær ...“ 1542/1544 (kombiniert mit einer Übersetzung von „Vom Himmel kam der Engelschar …“),1569 und 1845; in der Fassung von 1845 nach Kolderup-Rosenvinge (Janus Lauritz Andreas Kolderup-Rosenvinge, 1792 – 1850; Dr. jur., Prof. in Kopenhagen) mit 10 Strophen im dänischen Kirchengesangbuch Den danske Salmebog, Kopenhagen 1953, Nr. 79 (wie in der deutschen Gesangbuchtradition gefolgt von Nr. 80 „Fra Himlen kom en engel klar, for hyrders øjne åbenbar …“, übersetzt von Nikolai Frederik Severin Grundtvig 1837, bearbeitet 1889, nach Luthers „Vom Himmel kam der Engelschar …“; dazu eine Übersetzung von Hans Tausen 1544 und im Gesangbuch von Hans Tausen, En Ny Psalmebog, 1553; ebenso im Gesangbuch von Hans Thomissøn, 1569). – Die Nr. 79 und Nr. 80 von 1953 übernommen in Den Danske Salme Bog, Kopenhagen 1993, und in Den Danske Salmebog, Kopenhagen 2002, Nr. 95 und Nr. 96.